# خان‌سالار

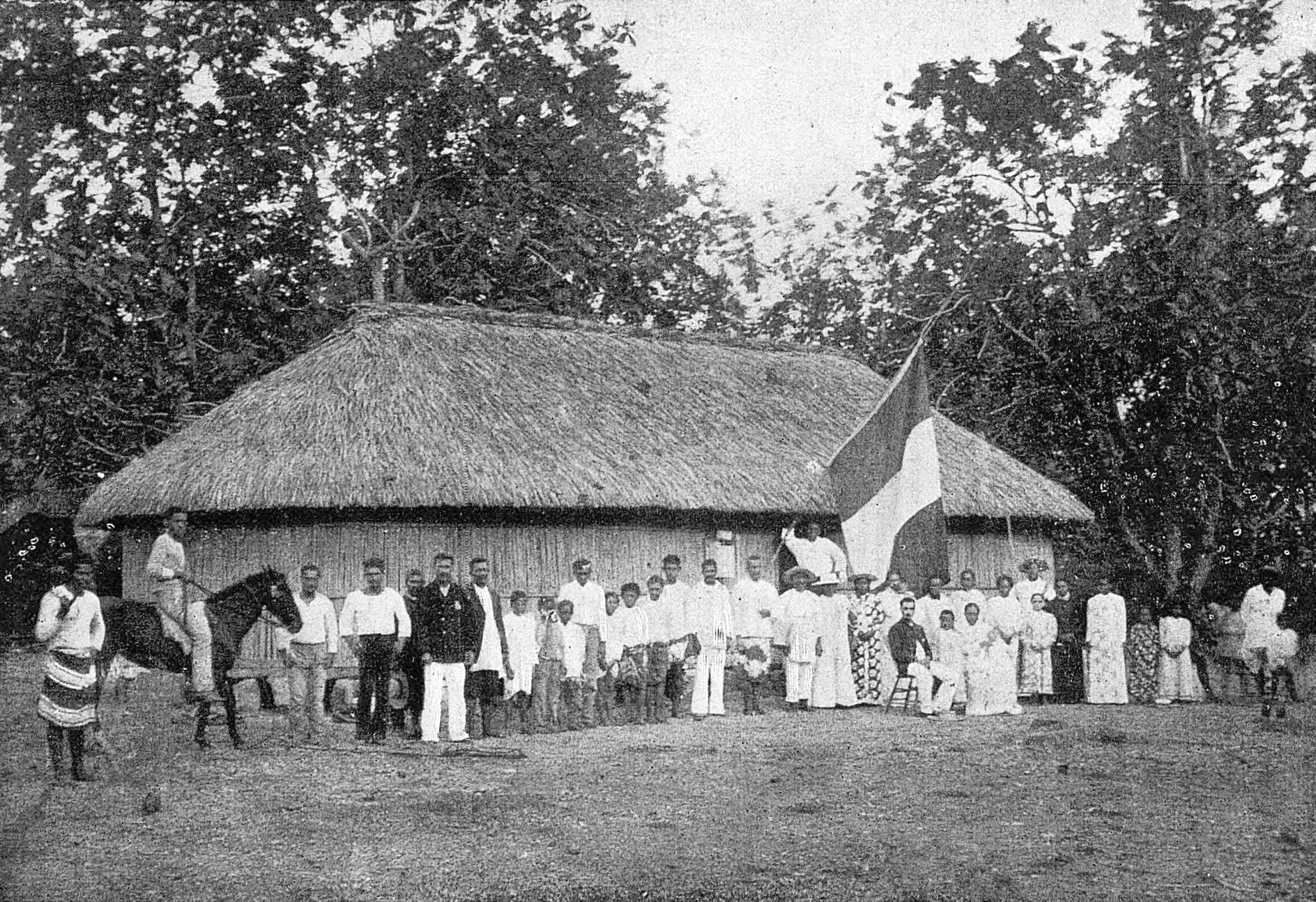
تصویر یک نمونه جامعه خان سالار در پلی‌نزی فرانسه در ۱۸۹۵

یک جامعهٔ خان‌سالار (انگلیسی: Chiefdom) به گونه‌ای از سازمان سیاسی سلسله‌مراتبی در جوامع غیرصنعتی گفته می‌شود که معمولاً بر پایهٔ خویشاوندی برپا شده باشند و رهبری در آنها به اعضای بزرگ‌سال خانواده‌هایی خاص اختصاص داشته باشد. در این جوامع سیستم اقتصادی بازپخشانی و نهادی مرکزی و دائمی برای رتق و فتق امور وجود دارد.
آخرین جوامع خان‌سالار پیچیده اوایل قرن بیستم به حکومتها منضم شدند.